# Henri Trébort
Henri Trébort – francuski kierowca wyścigowy.

## Kariera
W swojej karierze wyścigowej Trébort poświęcił się startom w wyścigach samochodów sportowych. W 1931 roku Francuz odniósł zwycięstwo w klasie 5 24-godzinnego wyścigu Le Mans, a w klasyfikacji generalnej uplasował się na czwartej pozycji.